# Rhagodera laticeps
Rhagodera laticeps là một loài bọ cánh cứng trong họ Zopheridae. Loài này được Blaisdell miêu tả khoa học năm 1925.